# 英國駐清奈副高級專員公署
英國駐清奈副高級專員公署（英語：British Deputy High Commission）是大不列顛及北愛爾蘭聯合王國駐泰米爾納德邦和朋迪治里的外交代表機構。英國駐清奈副高級專員公署成立於1947年，由克里斯托弗·馬斯特曼（Christopher Masterman）爵士擔任首任副高級專員直至次年。副高級專員的地位相當於相當於總領事，其工作需向英國駐印度高級專員公署報告。 現任副高級專員是奧利弗·巴爾哈切特。